# Колодяжна Любов Володимирівна
Колодяжна Любов Володимирівна (народилася 26 січня 1960 року) — фахівець у галузі турбобудування, доктор технічних наук (2013).

## Біографія
Колодяжна Любов Володимирівна народилася 26 січня 1960 року в селі Люджа Тростянецького району Сумської області. В 1985 році закінчила Харківський політехнічний інститут. Потім поступила на роботу до Інституту проблем машинобудування НАН України (Харків). Фахівець у галузі турбобудування. З 2004 по 2007 рік працювала старшим науковим співробітником відділу аерогідромеханіки, а у 2010 році перейшла до відділу нестаціонарної газодинаміки та аеропружності. У 2013 році отримала звання доктора технічних наук та посаду професорки кафедри турбінобудування Національного політехнічного університету «ХПІ».
До наукових інтересів відноситься вплив геометричних і аеродинамічних характеристик на підвищення ефективності та надійності проточних частин турбомашин та установок.

## Праці
- Численный анализ нестационарных явлений в турбинной ступени с учетом колебаний лопаточных аппаратов / В. И. Гнесин, Л. В. Колодяжная // Пробл. машиностроения. — 2002. — № 1. — С. 20-28. — Библиогр.: 7 назв. (рос.)
- Влияние протечек в радиальном зазоре на аэроупругие характеристики и потери энергии в турбинной ступени в трехмерном потоке вязкого газа / В. И. Гнесин, Л. В. Колодяжная // Вост.-Европ. журн. передовых технологий. — 2010. — № 2/7. — С. 66-71. — Библиогр.: 4 назв. (рос.)
- Анализ аэроупругого поведения лопаточного венца в полуторной ступени осевого компрессора / В. И. Гнесин, Л. В. Колодяжная, К. В. Огурцов // Вост.-Европ. журн. передовых технологий. — 2011. — № 3/8. — С. 64-68. — Библиогр.: 7 назв. (рос.)
- Самозбудні коливання лопаткових вінців турбомашин у нестаціонарному трансзвуковому потоці газу: Автореф. дис… канд. техн. наук : 05.05.16 / Л. В. Колодяжна; Нац. техн. ун-т «Харк. політехн. ін-т». — Х., 2002. — 20 c [Архівовано 23 травня 2022 у Wayback Machine.]
- Математичне моделювання та аналіз аеропружних явищ у ступенях турбомашин у тривимірному потоці в'язкого газу: автореф. дис. д-ра техн. наук: 05.05.16 / Л. В. Колодяжна; НАН України, Ін-т пробл. машинобуд. ім. А. М. Підгорного. — Х., 2013. — 39 c.
- Аэроупругие явления в турбомашинах / В. И. Гнесин, Л. В. Колодяжная // Аэрогидродинамика и аэроакустика: проблемы и перспективы: сб. науч. тр. — 2009. — Вып. 3. — С. 53-62. — Библиогр.: 8 назв. (рос.)